# Махой
ГЕС Махой (马回水电站) — гідроелектростанція на півдні Китаю у провінції Сичуань. Знаходячись між ГЕС Цзіньсі (вище по течії) та ГЕС Фин'і, входить до складу каскаду на річці Цзялін, лівій притоці Дзинша (верхня течія Янцзи).
В межах проекту долину річку перекрили комбінованою греблею висотою 27 метрів та довжиною 886 метрів, яка включає бетонну секцію у руслі та прилягаючу до неї ліворуч насипну частину в поймі. Вона утримує водосховище з об'ємом 91,3 млн3, із яких 9,5 млн м3 відносяться до корисного об'єму (коливання рівня поверхні між позначками 292 та 292,7 метра НРМ).
Після греблі Цзялін описує велику петлю та через 15 км проходить менш ніж за кілометр від сховища. В цьому місці прокладено два канали, котрі прямують до трьох машинних залів. Введена в експлуатацію ще у 1970-х роках перша черга наразі обладнана п'ятьма пропелерними турбінами потужністю по 2 МВт. У 1987-му стала до ладу друга черга з двома бульбовими турбінами потужністю по 23,5 МВт, а у 2000-му до них приєдналась третя черга з двома пропелерними турбінами потужністю по 15 МВт. Гідроагрегати комплексу використовують напір у 11,4 метра та забезпечують виробництво 512 млн кВт-год електроенергії на рік.
Видача продукції відбувається по ЛЕП, розраховані на роботу під напругою 110 кВ.
У складі комплексу також діє третій канал із розташованим у ньому судноплавним шлюзом.